# محتشم الكاشاني
محتشم الكاشاني (913 - 996 هـ) هو من شعراء إيران في أوائل العصر الصفوي.
هو كمال الدين علي، وقيل محمد إبراهيم بن أحمد الكاشاني، الملقب بشمس الشعراء وسيد شعراء الفرس، المشتهر في شعره بمحتشم.
ولد بكاشان سنة 913 هـ ورحل إلى الهند و أقام بها مدة ثم عاد إلى إيران. كان إلى جانب الشعر يعمل في حقل البزازية. عاصر السلطان طهماسب الصفوي و حظي لديه. اشتهر بقصائده عن واقعة عاشوراء.
توفي بكاشان سنة 996 هـ، وقيل سنة 1000 هـ ودفن بها.

## آثاره
له ديوان شعر، وديوان «جامع اللطايف» ، وديوان «الجلالية» ، و قيل «الجدلية» ، وديوان «نقل عشاق» ، و له «دوازده بند» و غيرها.